# Étolie

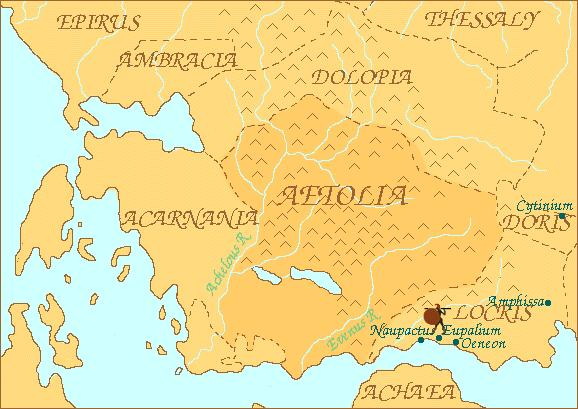
Carte de l'Étolie antique (ici écrit en anglais: "Aetolia").

L'Étolie (en grec ancien Αἰτωλία/Aitōlía) est une région de Grèce centrale située au sud de l'Épire et séparée du nord du Péloponnèse par le golfe de Corinthe. Elle est aujourd'hui unie à l'Acarnanie dans le nome d'Étolie-Acarnanie.

## Géographie

### Géographie physique
L'Étolie se trouve en Grèce centrale, du côté nord du golfe de Corinthe qui la sépare du Péloponnèse. C'est une région extrêmement vaste de 4500 km2. Elle voisine à l'ouest avec l'Acarnanie dont elle est séparée par le fleuve Achéloos, à l'est et au sud-est par la Locride Ozole ; au sud, elle est bordée par le golfe de Corinthe, et au nord elle touche aux régions montagneuses du massif du Pinde habitées dans l'Antiquité par les Athamanes, Dolopes, les Aenianes et les Dryopes.
Les deux principaux cours d'eau d'Étolie sont deux fleuves, l'Achéloos, qui coule à l'ouest, du nord-est au sud-ouest, et l'Événos, qui la traverse dans sa partie centrale de l'est au sud-ouest. Dans l'Antiquité, les deux principaux lacs étaient l'Hyria et le Trichonis, situés au nord. Le relief de la région est très montagneux et raviné, occupé par les prolongements sud du massif du Pinde qui forme une masse orientée dans une direction nord-sud et occupe la majeure partie de l'Épire,.

## Mythologie
Dans la mythologie grecque, l'Étolie est connue pour être le cadre de la chasse au sanglier de Calydon et pour être la région natale de héros comme Tydée et Méléagre, liés aux traditions sur les villes de Calydon et de Pleuron. De plus, Strabon rapporte une tradition selon laquelle les Courètes étaient originaires de la région et devaient leur nom à une montagne étolienne, le mont Courion.

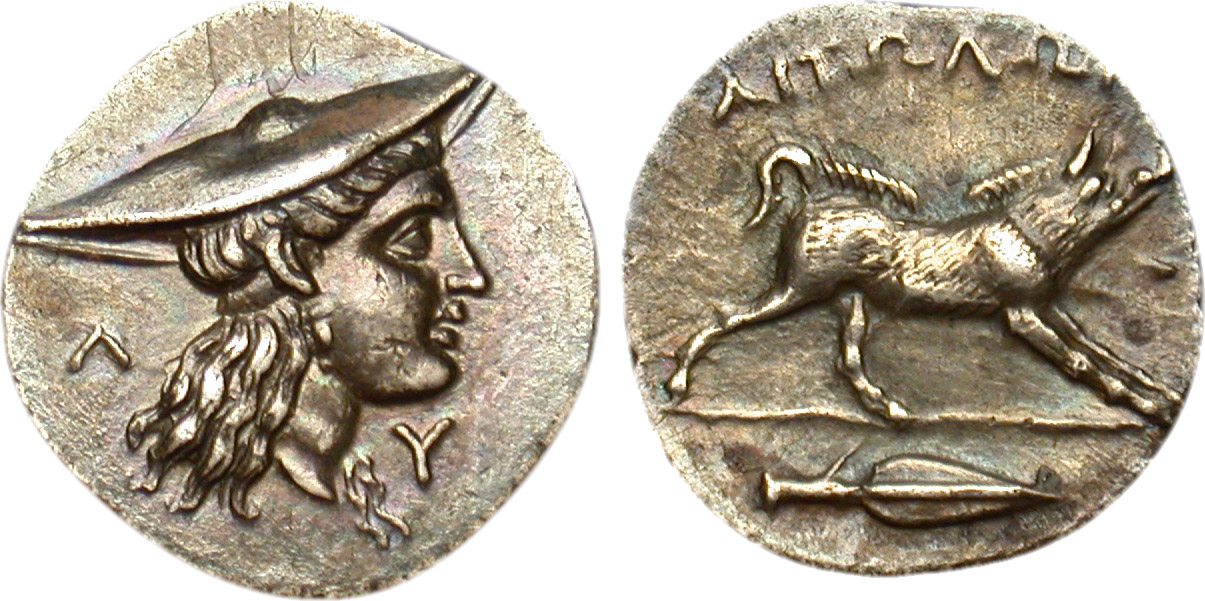
Hémidrachme en argent avec une personnification de l'Étolie.

## Histoire

### Antiquité

#### Généralités
L'historien grec Thucydide, dans son ouvrage La Guerre du Péloponnèse, est le premier auteur à récapituler les peuples étoliens, qui se divisent en trois ethnè principales : les Apodotes, les Eurytanes et les Ophionées. Cette division est reprise par deux auteurs grecs postérieurs, Polybe et Strabon.
Dans l'Antiquité, les rares plaines d'Étolie étaient favorables à la culture du blé tandis que les pentes des montagnes permettaient la production de vin et d'huile. Les plaines se prêtaient également bien à l'élevage des chevaux, et l'Étolie était la deuxième région de Grèce la plus réputée pour ses chevaux après la Thessalie.
Hérodote rapporte qu'à l'époque de la deuxième guerre médique, on trouvait encore des lions dans une partie de la Grèce centrale dont l'Étolie fait partie : il indique que les lions « habitent une région délimitée d'un côté par le fleuve Nestos qui traverse le territoire d'Abdère, et de l'autre par l'Achéloos qui coule en Acarnanie », et qu'on n'en voyait nulle part ailleurs en Europe. Il signale dans le même passage des « bœufs sauvages » qui étaient peut-être des aurochs. Les sources anciennes mentionnent également des sangliers (dont le fameux sanglier de Calydon dans les traditions locales).

#### Histoire politique
Au cours de la guerre du Péloponnèse, l'Étolie, d'abord neutre, prend parti aux côtés de Sparte contre Athènes lorsque les Athéniens envahissent son territoire en 455 (la guerre du Peloponnèse ne commence qu'en 431, il s'agit ici de 426) av. J.-C. Les guerriers étoliens, dotés d'un armement léger et de javelots, harcèlent les hoplites athéniens, dont les tactiques ne sont pas applicables dans le territoire montagneux de la région, et qui sont finalement repoussés,. Dans son Histoire de la guerre du Péloponnèse, Thucydide , il insiste sur le caractère peu civilisé des Étoliens, qu'il présente comme vivant dans des villages non fortifiés et isolés, parlant une langue incompréhensible et mangeant leurs aliments crus. Ces affirmations paraissent excessives et orientées à la lumière des autres sources antiques qui confirment que les Étoliens étaient de culture grecque (ils rendaient notamment un culte ancien à Apollon et à Artémis au sanctuaire de Thermos) : la description de Thucydide paraît avoir pour but d'accentuer le caractère barbare de ce peuple, même s'il ne les qualifie pas explicitement de barbaroi.
Au cours du IVe siècle av. J.-C. est formée la ligue étolienne qui renforce l'autonomie et la puissance politique de l'Étolie. L'armée des Étoliens est impliquée dans plusieurs guerres, plusieurs l'opposant à ses voisins d'Acarnanie, d'autres contre des puissances étrangères, comme la guerre lamiaque et les guerres contre la Macédoine.
Au IIIe siècle av. J.-C., lorsque les Gaulois conduits par Brennus envahissent Delphes en 279 av. J.-C., l'armée étolienne remporte contre eux une grande victoire et les contraint à se retirer ; les Étoliens célèbrent leur victoire en instaurant à Delphes les fêtes panhelléniques des Sôteria, et prennent le contrôle de l'ancienne amphictyonie de Delphes. À la fin du IIIe siècle av. J.-C., l'Étolie est devenue l'une des principales puissances politiques et militaires de Grèce. La ligue étolienne est ensuite impliquée dans la guerre sociale de 220-217 qui l'oppose à la ligue achéenne et à la Macédoine.
Par la suite, les conflits contre la Macédoine sont l'occasion pour les Étoliens de nouer une alliance avec Rome. Incités par leur allié Amynandros d'Athamanie, qui comme les autres souverains de royaumes frontaliers de la Macédoine avaient rejoint le camp des Romains, Ils participent activement à la deuxième guerre de Macédoine. En 191 av. J.-C., les Étoliens incitent le roi séleucide Antiochos III à déclarer la guerre à Rome. Vaincus par les légions en 189, ils doivent se soumettre à la république romaine.

### Principales sources antiques
- Homère, Iliade, II, 638-640 ; IX, 529.
- Thucydide, Histoire de la guerre du Péloponnèse, I, 5 ; III, 94-102.
- Strabon, Géographie, X, 2. [lire en ligne]
- Pausanias le Périégète, Description de la Grèce, V, 1, 8.
- Tite-Live, Histoire romaine, XXXII, 34.

### Études modernes
- Claudia Antonetti, Les Étoliens : image et religion (Annales littéraires de l'université de Besançon, 405), Paris, Belles Lettres, 1990.
- Marie-Claire Amouretti et Françoise Ruzé, Le Monde grec antique, Paris, Hachette, coll. « Supérieur », 2003
- Jean Leclant (dir.), Dictionnaire de l'Antiquité, Paris, Presses universitaires de France, 2005, article « Étolie » par Pierre Cabanes, p. 850-851.
- (en) W. Smith (dir.), Dictionary of Greek and Roman Geography, 1854, article « Aetolia » [lire en ligne].